# Konrad II. von Freising

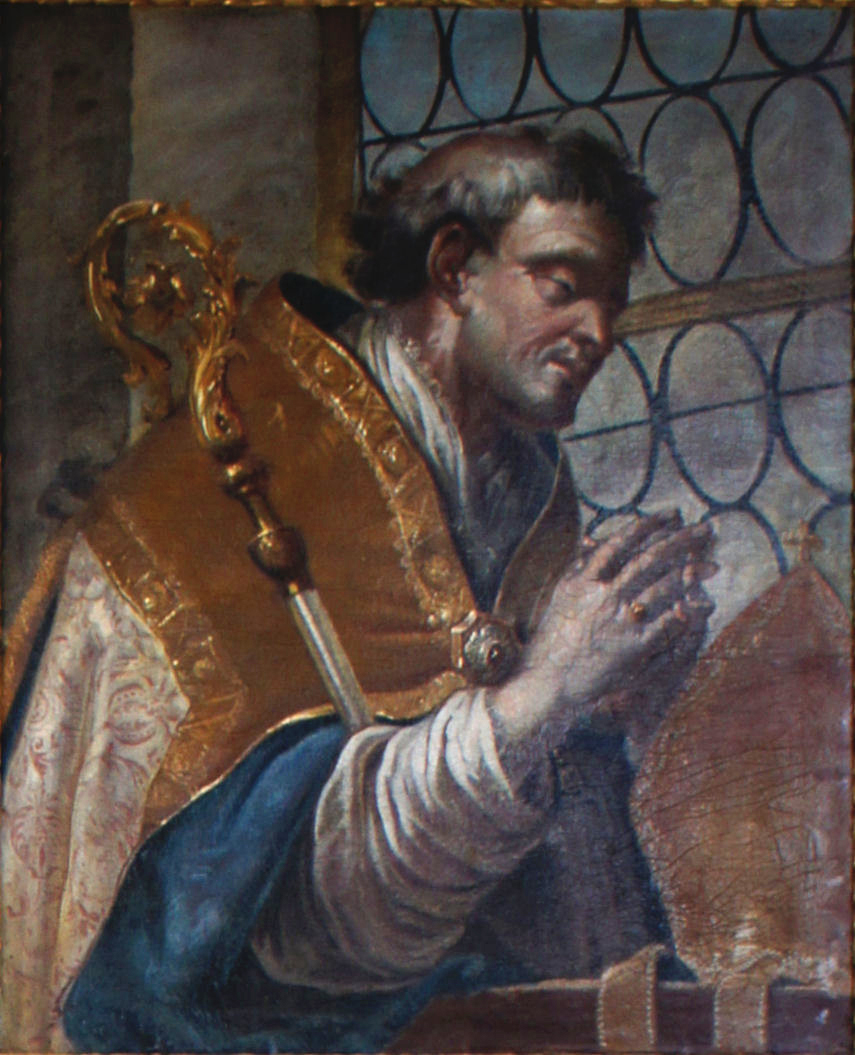
Konrad II. auf einem Gemälde im Fürstengang Freising

Konrad II. von Freising, auch Konrad II. Wildgraf von Dhaun († 1279) war von 1258 bis 1279 der 27. Bischof von Freising.
Er war Sohn von Wildgraf Konrad II. (1194–1263). Auch drei seiner Brüder bekleideten hohe kirchliche Ämter. Gerhard war Erzbischof von Mainz, Heinrich Abt der Reichsabtei St. Maximin und Simon Propst des Stiftes St. Mauritz in Mainz.
Seine Neffen waren: Emicho Wildgraf von Kyrburg († 1311), Bischof von Freising, Gerhard Dompropst von Freising, Hugo Domkapitular in Mainz und Friedrich Wildgraf von Kyrburg, Provinzmeister bzw. Großprior des Templerordens für Oberdeutschland.